# Cadwallon ap Cadfan
Pour les articles homonymes, voir Cadwallon.
Cadwallon ap Cadfan (591? — 633 ou 634) fut le fils de Cadfan ap Iago et fut un roi de Gwynedd de 625 jusqu'à sa mort, en 633 ou 634. Il est resté dans l'Histoire pour avoir dévasté la Northumbrie et tué son roi, Edwin, avant de périr lors d'une bataille contre Oswald de Bernicie. Les annales l'ont principalement retenu comme un tyran sanguinaire.

## Règne
Cadwallon est le fils et successeur de Cadfan ab Iago. au début de son règne il est battu par Edwin de Northumbrie qui envahit alors l'île d'Anglesey, puis fut assiégé à Puffin Island (ou Glannauc), une petite île à l'est d'Anglesey. Selon les Annales Cambriae, ce siège se situe en 629. 
Selon Geoffroy de Monmouth dans son Histoire des rois de Bretagne, Cadwallon se serait alors enfui en Irlande, puis sur l'île de Guernesey. De là il aurait lancé son armée contre la Domnonée, assailli Exeter et battu les Merciens, forçant leur roi, Penda, à signer une alliance avec lui. Geoffroy rapporte que Cadwallon aurait épousé la demi-sœur de Penda. Comme l'histoire telle que le décrit Geoffroy tient souvent plus du récit légendaire que de la chronique (il fait, par exemple, survivre Cadwallon jusqu'au moins en 654, date de la bataille de Winwaed), il est impossible de connaître la vérité à ce sujet. 
Penda et Cadwallon firent alors la guerre contre les Northumbriens. Le 12 octobre 632 (ou 633), ils les affrontèrent lors de la bataille de Hatfield Chase. Celle-ci se solda par la défaite et la mort d'Edwin et de son fils, Osfrith. Le royaume de Northumbrie se retrouva plongée dans la confusion et se retrouva divisée entre les sous-royaumes de Deira et de Bernicie. La guerre n'en continua pas moins : à en croire les chroniques anglo-saxonnes, « Cadwallon et Penda massacrèrent toutes les terres de Northumbrie ». 
Dans son Histoire ecclésiastique du peuple anglais, Bède le Vénérable raconte que Cadwallon fut assiégé par le nouveau roi de Deira, Osric, « dans une ville forte ». Mais Cadwallon serait alors « soudainement sorti de la ville en bateau avec toutes ses troupes et le détruisit (Osric) avec toute son armée. » À la suite de cette action, Cadwallon aurait alors régné sur les « provinces des Northumbriens » pendant un an « non pas comme un roi victorieux, mais comme un tyran rapace et tyran sanguinaire ». En outre, Bede poursuit sur : « Cadwalla, bien qu'il se présentait comme chrétien et portait leur nom, était d'un naturel et d'une conduite tellement barbare qu'il n'épargnait ni le sexe féminin, ni les enfants innocents. Avec une cruauté sauvage, il leur offrit une mort terrible, ravagea leur pays pour longtemps, et se résolut d'exterminer toute la race anglaise en Grande-Bretagne. »
Eanfrith, le roi de Bernicie fut également tué par Cadwallon quand celui-ci vint le voir pour lui proposer la paix . Mais Cadwallon fut tué par une armée dirigée par le frère de Eanfrith, Oswald, à la bataille de Heavenfield. « Bien qu'il eût des troupes plus nombreuses, nul ne pouvait plus supporter ses fanfaronnades ». Les soldats de Cadwallon désertèrent après une bataille et il fut tué à un endroit appelé « Denis's brook » (le ruisseau de Denis).

## Sources
- (en) Mike Ashley The Mammoth Book of British Kings & Queens Robinson (Londres 1998)   (ISBN 1841190969) « Cadwallon ap Cadfan Gwynedd  c620 - 634 » p. 145-146.
- (en) Peter Bartrum, A Welsh classical dictionary: people in history and legend up to about A.D. 1000, Aberystwyth, National Library of Wales, 1993 (ISBN 9780907158738), p. 91-94 CADWALLON ap CADFAN. (d.634).
- Bède le Vénérable, Histoire ecclésiastique du peuple anglais, coll. L’aube des peuples, Gallimard, 1995  (ISBN 2-07-073015-8)
- (en) Kari Maund, The Welsh Kings Warriors, Warlords and Princes, Brimscombe Port Stroud, The History Press, 2011, 262 p. (ISBN 978-0-7524-2973-1), p. 35-38,90
- (en) Ann Williams, Alfred P. Smyth, D P Kirby A Bibliographical Dictionary of Dark Age Britain (England, Scotland and Wales c.500-c.1050).  Seaby London (1991)  (ISBN 1 852640472), « Cadwallon ap Cadfan » p. 72.
- (en) Alex Woolf, Caedwalla Rex Brettonum and the Passing of the Old North, University of St Andrews, Northen History XLI: 1, 2004, p. 2-24